# ألباني (كاليفورنيا)
ألباني (بالإنجليزية: Albany)‏ هي إحدى مدن مقاطعة ألاميدا، كاليفورنيا. تم إعطاءها لقب مدينة في 22 سبتمبر، 1908.

## التركيبة السكانية
حدّد مكتب تعداد الولايات المتحدة بيانات التركيبة السكانية لألباني في تعداد الولايات المتحدة. في ما يلي، التركيبة السكانية حسب تعدادي 2000 و2010.

### تعداد عام 2000
بلغ عدد سكان ألباني 16,444 نسمة بحسب تعداد عام 2000، وبلغ عدد الأسر 7,011 أسرة وعدد العائلات 4,272 عائلة مقيمة في المدينة. في حين سجلت الكثافة السكانية 1,161.3 نسمة لكل كيلومتر مربع (3,007.8/ميل2). وبلغ عدد الوحدات السكنية 7,248 وحدة بمتوسط كثافة قدره 511.9 لكل كيلومتر مربع (1,325.8/ميل2).
وتوزع التركيب العرقي للمدينة بنسبة 61.29% من البيض و4.10% من الأمريكيين الأفارقة و0.39% من الأمريكيين الأصليين و25.09% من الأمريكيين ذوي الأصول الآسيوية و0.13% من سكان جزر المحيط الهادئ و3.17% من الأعراق الأخرى و5.83% من عرقين مختلطين أو أكثر و7.98% من الهسبانيون أو اللاتينيون من أي عرق.
بلغ عدد الأسر 7,011 أسرة كانت نسبة 34.5% منها لديها أطفال تحت سن الثامنة عشر تعيش معهم، وبلغت نسبة الأزواج القاطنين مع بعضهم البعض 45% من أصل المجموع الكلي للأسر، ونسبة 12.6% من الأسر كان لديها معيلات من الإناث دون وجود شريك،  بينما كانت نسبة 3.3% من الأسر لديها معيلون من الذكور دون وجود شريكة وكانت نسبة 39.1% من غير العائلات. تألفت نسبة 29.2% من أصل جميع الأسر من عدة أفراد يعيشون في نفس المنزل ونسبة 8.7% كانت تتألف من شخص يعيش بمفرده يبلغ من العمر 65 عاماً أو أكثر. وبلغ متوسط حجم الأسرة المعيشية 2.34، أما متوسط حجم العائلات فبلغ 2.92.
بلغ العمر الوسطي للسكان 36.3 عاماً. وكانت نسبة 22.8% من القاطنين تحت سن الثامنة عشر، وكانت نسبة 7.1% بين الثامنة عشر والرابعة والعشرين عاماً، ونسبة 34.9% كانت واقعةً في الفئة العمرية ما بين الخامسة والعشرين والرابعة والأربعين عاماً، ونسبة 24% كانت ما بين الخامسة والأربعين والرابعة والستين، ونسبة 11% كانت ضمن فئة الخامسة والستين عاماً فما فوق. يوجد لكل 100 أنثى 87.3 ذكر، ويوجد لكل 100 أنثى في الثامنة عشر من عمرها فما فوق 82.6 ذكر.
بلغ متوسط دخل الأسرة في المدينة 54,919 دولارًا، أما متوسط دخل العائلة فبلغ 64,269 دولارًا. وكان متوسط دخل الذكور 50,248 دولارًا مقابل 44,877 دولارًا للإناث. وسجل دخل الفرد الخاص بالمدينة 28,494 دولارًا. وكانت نسبة 6.4% من العائلات ونسبة 7.9% من السكان تحت خط الفقر، وكان من هؤلاء نسبة 8.3% تحت سن الثامنة عشر ونسبة 8.2% في الخامسة والستين من العمر وما فوق.

### تعداد عام 2010
بلغ عدد سكان ألباني 18,539 نسمة بحسب تعداد عام 2010، وبلغ عدد الأسر 7,401 أسرة وعدد العائلات 4,979 عائلة مقيمة في المدينة. في حين سجلت الكثافة السكانية 1,309.3 نسمة لكل كيلومتر مربع (3,391.1/ميل2). وبلغ عدد الوحدات السكنية 7,889 وحدة بمتوسط كثافة قدره 557.1 لكل كيلومتر مربع (1,442.9/ميل2).
وتوزع التركيب العرقي للمدينة بنسبة 54.63% من البيض و3.48% من الأمريكيين الأفارقة و0.47% من الأمريكيين الأصليين و31.23% من الأمريكيين ذوي الأصول الآسيوية و0.20% من سكان جزر المحيط الهادئ و3.27% من الأعراق الأخرى و6.71% من عرقين مختلطين أو أكثر و10.20% من الهسبانيون أو اللاتينيون من أي عرق.
بلغ عدد الأسر 7,401 أسرة كانت نسبة 39.3% منها لديها أطفال تحت سن الثامنة عشر تعيش معهم، وبلغت نسبة الأزواج القاطنين مع بعضهم البعض 51.4% من أصل المجموع الكلي للأسر، ونسبة 11.9% من الأسر كان لديها معيلات من الإناث دون وجود شريك،  بينما كانت نسبة 4% من الأسر لديها معيلون من الذكور دون وجود شريكة وكانت نسبة 32.7% من غير العائلات. تألفت نسبة 25.2% من أصل جميع الأسر من عدة أفراد يعيشون في نفس المنزل ونسبة 8% كانت تتألف من شخص يعيش بمفرده يبلغ من العمر 65 عاماً أو أكثر. وبلغ متوسط حجم الأسرة المعيشية 2.49، أما متوسط حجم العائلات فبلغ 3.00.
بلغ العمر الوسطي للسكان 37.0 عاماً. وكانت نسبة 25% من القاطنين تحت سن الثامنة عشر، وكانت نسبة 5.4% بين الثامنة عشر والرابعة والعشرين عاماً، ونسبة 33.2% كانت واقعةً في الفئة العمرية ما بين الخامسة والعشرين والرابعة والأربعين عاماً، ونسبة 26.4% كانت ما بين الخامسة والأربعين والرابعة والستين، ونسبة 10% كانت ضمن فئة الخامسة والستين عاماً فما فوق. وتوزع التركيب الجنسي للسكان بنسبة 47.6% ذكور و52.4% إناث.

## أعلام
- جون فلافين
- والتر دي ماريا
- مات فريمان
- إيفلين أينشتاين
- ريتش روبرتسون
- تي جاي كلوتير